# AHL 2017/18
Die Saison 2017/18 war die 82. Spielzeit der American Hockey League (AHL). Während der regulären Saison, die vom 6. Oktober 2017 bis zum 15. April 2018 ausgetragen wurde, bestritten die 30 Teams der Liga 76 oder 68 Begegnungen. Die Toronto Marlies gewannen die Macgregor Kilpatrick Trophy als bestes Team der regulären Saison. Anschließend fanden die Playoffs um den Calder Cup statt, den sich am 14. Juni 2018 ebenfalls die Toronto Marlies sicherten.

## Änderungen

Die Teams der Saison 2017/18; gleiche Farben entsprechen der Zugehörigkeit zu einer Division.

Die Binghamton Senators zogen ins kanadische Belleville und firmieren dort fortan als Belleville Senators. Die Lücke, die sie in Binghamton hinterließen, wurde direkt von den Albany Devils gefüllt, die nun unter dem Namen Binghamton Devils am Spielbetrieb teilnehmen. Außerdem wurde die zweite Inkarnation der St. John’s IceCaps nach nur zwei Jahren aufgelöst und nach Laval verlegt, um dort als Rocket de Laval näher am NHL-Kooperationspartner zu sein, den Canadiens de Montréal. Alle drei Teams verblieben in der North Division.
Die Vegas Golden Knights als 31. NHL-Franchise sorgten dafür, dass nun nicht mehr jedes NHL-Team einen Kooperationspartner in der AHL fand. Die Golden Knights gingen eine Kooperation mit den Chicago Wolves ein, sodass die St. Louis Blues ohne Farmteam verblieben, ihre Spieler in der Saison 2017/18 aber weiterhin nach Chicago schicken. Als Reaktion darauf beschloss die AHL, eine entsprechende Expansion auf 31 Teams zur Saison 2018/19 auszuschreiben.
Ferner wechselten die Charlotte Checkers von der Central Division der Western Conference in die Atlantic Division der Eastern Conference, sodass nun beide Conferences aus 15 Teams bestehen.

## Modus
Der Modus entspricht dem zur Saison 2015/16 eingeführten.

## Reguläre Saison

### Abschlusstabellen
Abkürzungen: GP = Spiele, W = Siege, L = Niederlagen, OTL = Niederlage nach Overtime, SOL = Niederlage nach Shootout, GF = Erzielte Tore, GA = Gegentore, Pts = Punkte, Pts% = Punktquote

Erläuterungen: In Klammern befindet sich die Platzierung innerhalb der Conference; Playoff-Qualifikation, Conference-Sieger, Gewinner der Macgregor Kilpatrick Trophy.

#### Eastern Conference
| Atlantic Division                  | GP | W  | L  | OTL | SOL | GF  | GA  | Pts | Pts% |
| ---------------------------------- | -- | -- | -- | --- | --- | --- | --- | --- | ---- |
| Lehigh Valley Phantoms (2)         | 76 | 47 | 19 | 5   | 5   | 260 | 218 | 104 | .684 |
| Wilkes-Barre/Scranton Penguins (4) | 76 | 45 | 22 | 6   | 3   | 252 | 223 | 99  | .651 |
| Charlotte Checkers (5)             | 76 | 46 | 26 | 1   | 3   | 262 | 212 | 96  | .632 |
| Providence Bruins (6)              | 76 | 45 | 26 | 3   | 2   | 231 | 187 | 95  | .625 |
| Bridgeport Sound Tigers (9)        | 76 | 36 | 32 | 5   | 3   | 206 | 214 | 80  | .526 |
| Hartford Wolf Pack (10)            | 76 | 34 | 33 | 6   | 3   | 208 | 252 | 77  | .507 |
| Springfield Thunderbirds (11)      | 76 | 32 | 37 | 5   | 2   | 210 | 233 | 71  | .467 |
| Hershey Bears (12)                 | 76 | 30 | 37 | 4   | 5   | 201 | 249 | 69  | .454 |

| North Division           | GP | W  | L  | OTL | SOL | GF  | GA  | Pts | Pts% |
| ------------------------ | -- | -- | -- | --- | --- | --- | --- | --- | ---- |
| Toronto Marlies (1)      | 76 | 54 | 18 | 2   | 2   | 254 | 170 | 112 | .737 |
| Syracuse Crunch (3)      | 76 | 46 | 22 | 3   | 5   | 234 | 189 | 100 | .658 |
| Rochester Americans (7)  | 76 | 37 | 22 | 11  | 6   | 234 | 221 | 91  | .599 |
| Utica Comets (8)         | 76 | 38 | 26 | 8   | 4   | 211 | 216 | 88  | .579 |
| Binghamton Devils (13)   | 76 | 25 | 38 | 9   | 4   | 193 | 247 | 63  | .414 |
| Belleville Senators (14) | 76 | 29 | 42 | 2   | 3   | 194 | 266 | 63  | .414 |
| Laval Rocket (15)        | 76 | 24 | 42 | 7   | 3   | 206 | 281 | 58  | .382 |

#### Western Conference
| Central Division          | GP | W  | L  | OTL | SOL | GF  | GA  | Pts | Pts% |
| ------------------------- | -- | -- | -- | --- | --- | --- | --- | --- | ---- |
| Chicago Wolves (2)        | 76 | 42 | 23 | 7   | 4   | 244 | 208 | 95  | .625 |
| Grand Rapids Griffins (3) | 76 | 42 | 25 | 2   | 7   | 237 | 210 | 93  | .612 |
| Manitoba Moose (4)        | 76 | 42 | 26 | 4   | 4   | 253 | 198 | 92  | .605 |
| Rockford IceHogs (7)      | 76 | 40 | 28 | 4   | 4   | 239 | 234 | 88  | .579 |
| Iowa Wild (11)            | 76 | 33 | 27 | 10  | 6   | 232 | 246 | 82  | .539 |
| Milwaukee Admirals (12)   | 76 | 38 | 32 | 4   | 2   | 216 | 235 | 82  | .539 |
| Cleveland Monsters (15)   | 76 | 25 | 41 | 7   | 3   | 190 | 258 | 60  | .395 |

| Pacific Division         | GP | W  | L  | OTL | SOL | GF  | GA  | Pts | Pts% |
| ------------------------ | -- | -- | -- | --- | --- | --- | --- | --- | ---- |
| Tucson Roadrunners (1)   | 68 | 42 | 20 | 5   | 1   | 214 | 173 | 90  | .662 |
| Texas Stars (5)          | 76 | 38 | 24 | 8   | 6   | 223 | 231 | 90  | .592 |
| Ontario Reign (6)        | 68 | 36 | 25 | 4   | 3   | 200 | 194 | 79  | .581 |
| San Jose Barracuda (8)   | 68 | 34 | 26 | 4   | 4   | 186 | 198 | 76  | .559 |
| San Diego Gulls (9)      | 68 | 36 | 28 | 3   | 1   | 202 | 197 | 76  | .559 |
| Stockton Heat (10)       | 68 | 34 | 28 | 2   | 4   | 211 | 204 | 74  | .544 |
| Bakersfield Condors (13) | 68 | 31 | 27 | 9   | 1   | 188 | 206 | 72  | .529 |
| San Antonio Rampage (14) | 76 | 35 | 31 | 10  | 0   | 198 | 219 | 80  | .526 |

### Beste Scorer
Bester Scorer der regulären Saison wurde Chris Terry mit 71 Punkten und gewann somit die John B. Sollenberger Trophy. Die meisten Treffer erzielte Walentin Sykow von den Charlotte Checkers mit 33 Toren und platzierte sich ebenso wenig unter den zehn besten Scorern wie Travis Morin von den Texas Stars, der mit 51 Assists zum besten Vorbereiter wurde. Die Plus/Minus-Statistik führte unterdessen Philip Samuelsson von den Charlotte Checkers mit einem Wert von +44 an.
Abkürzungen: GP = Spiele, G = Tore, A = Assists, Pts = Punkte, +/− = Plus/Minus, PIM = Strafminuten; Fett: Saisonbestwert
| Spieler         | Team                           | GP | G  | A  | Pts | +/− | PIM |
| --------------- | ------------------------------ | -- | -- | -- | --- | --- | --- |
| Chris Terry     | Laval Rocket                   | 62 | 32 | 39 | 71  | −33 | 45  |
| Philip Varone   | Lehigh Valley Phantoms         | 74 | 23 | 47 | 70  | +9  | 36  |
| Austin Czarnik  | Providence Bruins              | 64 | 25 | 44 | 69  | +18 | 24  |
| Mason Appleton  | Manitoba Moose                 | 76 | 22 | 44 | 66  | +14 | 54  |
| Daniel Sprong   | Wilkes-Barre/Scranton Penguins | 65 | 32 | 33 | 65  | +4  | 28  |
| Teemu Pulkkinen | Chicago Wolves                 | 75 | 29 | 36 | 65  | +12 | 44  |
| Ben Street      | Grand Rapids Griffins          | 73 | 21 | 44 | 65  | +9  | 22  |
| Eric Tangradi   | Grand Rapids Griffins          | 74 | 31 | 33 | 64  | +12 | 51  |
| Cal O’Reilly    | Iowa Wild                      | 75 | 15 | 49 | 64  | −7  | 10  |
| Curtis Valk     | Springfield Thunderbirds       | 73 | 20 | 42 | 62  | −2  | 41  |

### Beste Torhüter
Die kombinierte Tabelle zeigt die jeweils drei besten Torhüter in den Kategorien Gegentorschnitt und Fangquote sowie die jeweils Führenden in den Kategorien Shutouts und Siege.
Abkürzungen: GP = Spiele, TOI = Eiszeit (in Minuten), W = Siege, L = Niederlagen, OTL = Overtime-Niederlagen, GA = Gegentore, SO = Shutouts, Sv% = gehaltene Schüsse (in %), GAA = Gegentorschnitt; Fett: Saisonbestwert
Es werden nur Torhüter erfasst, die mindestens 1440 Minuten absolviert haben. Sortiert nach bestem Gegentorschnitt.
| Spieler            | Team                     | GP | TOI     | W  | L  | OTL | GA  | SO | Sv%  | GAA  |
| ------------------ | ------------------------ | -- | ------- | -- | -- | --- | --- | -- | ---- | ---- |
| Garret Sparks      | Toronto Marlies          | 43 | 2507:04 | 31 | 9  | 2   | 75  | 6  | 93,6 | 1,79 |
| Jordan Binnington  | Providence Bruins        | 28 | 1605:53 | 17 | 9  | 1   | 55  | 1  | 92,6 | 2,05 |
| Michael Hutchinson | Manitoba Moose           | 26 | 1560:32 | 17 | 5  | 4   | 54  | 2  | 93,5 | 2,08 |
| Harri Säteri       | Springfield Thunderbirds | 29 | 1669:43 | 14 | 9  | 3   | 64  | 4  | 92,7 | 2,30 |
| Zane McIntyre      | Providence Bruins        | 47 | 2734:02 | 26 | 15 | 4   | 115 | 7  | 91,4 | 2,52 |
| Alex Nedeljkovic   | Charlotte Checkers       | 49 | 2726:13 | 31 | 12 | 3   | 116 | 5  | 90,3 | 2,55 |
| Anders Lindbäck    | Milwaukee Admirals       | 56 | 3382:32 | 31 | 20 | 5   | 159 | 1  | 90,8 | 2,82 |

## Calder-Cup-Playoffs

### Playoff-Baum
|  | Conference-Viertelfinale | Conference-Viertelfinale       | Conference-Viertelfinale |                    |                        | Conference-Halbfinale | Conference-Halbfinale | Conference-Halbfinale |  |  | Conference-Finale | Conference-Finale | Conference-Finale |  |  | Calder-Cup-Finale | Calder-Cup-Finale | Calder-Cup-Finale |
|  |                          |                                |                          |                    |                        |                       |                       |                       |  |  |                   |                   |                   |  |  |                   |                   |                   |
|  | A1                       | Lehigh Valley Phantoms         | 3                        |                    |                        |                       |                       |                       |  |  |                   |                   |                   |  |  |                   |                   |                   |
|  | A4                       | Providence Bruins              | 1                        |                    |                        |                       |                       |                       |  |  |                   |                   |                   |  |  |                   |                   |                   |
|  | A4                       | Providence Bruins              | 1                        | A1                 | Lehigh Valley Phantoms | 4                     |                       |                       |  |  |                   |                   |                   |  |  |                   |                   |                   |
|  |                          |                                |                          | A1                 | Lehigh Valley Phantoms | 4                     |                       |                       |  |  |                   |                   |                   |  |  |                   |                   |                   |
|  |                          |                                | A3                       | Charlotte Checkers | 1                      |                       |                       |                       |  |  |                   |                   |                   |  |  |                   |                   |                   |
|  | A2                       | Wilkes-Barre/Scranton Penguins | A3                       | Charlotte Checkers | 1                      | 0                     |                       |                       |  |  |                   |                   |                   |  |  |                   |                   |                   |
|  | A2                       | Wilkes-Barre/Scranton Penguins |                          |                    |                        | 0                     |                       |                       |  |  |                   |                   |                   |  |  |                   |                   |                   |
|  | A3                       | Charlotte Checkers             | 3                        |                    |                        |                       |                       |                       |  |  |                   |                   |                   |  |  |                   |                   |                   |
|  | A3                       | Charlotte Checkers             | 3                        | A1                 | Lehigh Valley Phantoms | 0                     |                       |                       |  |  |                   |                   |                   |  |  |                   |                   |                   |
|  |                          |                                |                          | A1                 | Lehigh Valley Phantoms | 0                     | Eastern Conference    |                       |  |  |                   |                   |                   |  |  |                   |                   |                   |
|  |                          | N1                             | Toronto Marlies          | 4                  |                        |                       |                       |                       |  |  |                   |                   |                   |  |  |                   |                   |                   |
|  | N1                       | N1                             | Toronto Marlies          | 4                  | Toronto Marlies        | 3                     |                       |                       |  |  |                   |                   |                   |  |  |                   |                   |                   |
|  | N1                       |                                |                          |                    | Toronto Marlies        | 3                     |                       |                       |  |  |                   |                   |                   |  |  |                   |                   |                   |
|  | N4                       | Utica Comets                   | 2                        |                    |                        |                       |                       |                       |  |  |                   |                   |                   |  |  |                   |                   |                   |
|  | N4                       | Utica Comets                   | 2                        | N1                 | Toronto Marlies        | 4                     |                       |                       |  |  |                   |                   |                   |  |  |                   |                   |                   |
|  |                          |                                |                          | N1                 | Toronto Marlies        | 4                     |                       |                       |  |  |                   |                   |                   |  |  |                   |                   |                   |
|  |                          |                                | N2                       | Syracuse Crunch    | 0                      |                       |                       |                       |  |  |                   |                   |                   |  |  |                   |                   |                   |
|  | N2                       | Syracuse Crunch                | N2                       | Syracuse Crunch    | 0                      | 3                     |                       |                       |  |  |                   |                   |                   |  |  |                   |                   |                   |
|  | N2                       | Syracuse Crunch                |                          |                    |                        |                       |                       |                       |  |  |                   |                   |                   |  |  |                   |                   |                   |
|  | N3                       | Rochester Americans            | 0                        |                    |                        |                       |                       |                       |  |  |                   |                   |                   |  |  |                   |                   |                   |
|  | N3                       | Rochester Americans            | 0                        | N1                 | Toronto Marlies        | 4                     |                       |                       |  |  |                   |                   |                   |  |  |                   |                   |                   |
|  |                          |                                |                          |                    |                        |                       |                       |                       |  |  |                   |                   |                   |  |  |                   |                   |                   |
|  |                          | P2                             | Texas Stars              | 3                  |                        |                       |                       |                       |  |  |                   |                   |                   |  |  |                   |                   |                   |
|  | C1                       | P2                             | Texas Stars              | 3                  | Chicago Wolves         | 0                     |                       |                       |  |  |                   |                   |                   |  |  |                   |                   |                   |
|  | C1                       |                                |                          |                    | Chicago Wolves         | 0                     |                       |                       |  |  |                   |                   |                   |  |  |                   |                   |                   |
|  | C4                       | Rockford IceHogs               | 3                        |                    |                        |                       |                       |                       |  |  |                   |                   |                   |  |  |                   |                   |                   |
|  | C4                       | Rockford IceHogs               | 3                        | C4                 | Rockford IceHogs       | 4                     |                       |                       |  |  |                   |                   |                   |  |  |                   |                   |                   |
|  |                          |                                |                          | C4                 | Rockford IceHogs       | 4                     |                       |                       |  |  |                   |                   |                   |  |  |                   |                   |                   |
|  |                          |                                | C3                       | Manitoba Moose     | 0                      |                       |                       |                       |  |  |                   |                   |                   |  |  |                   |                   |                   |
|  | C2                       | Grand Rapids Griffins          | C3                       | Manitoba Moose     | 0                      | 2                     |                       |                       |  |  |                   |                   |                   |  |  |                   |                   |                   |
|  | C2                       | Grand Rapids Griffins          |                          |                    |                        | 2                     |                       |                       |  |  |                   |                   |                   |  |  |                   |                   |                   |
|  | C3                       | Manitoba Moose                 | 3                        |                    |                        |                       |                       |                       |  |  |                   |                   |                   |  |  |                   |                   |                   |
|  | C3                       | Manitoba Moose                 | 3                        | C4                 | Rockford IceHogs       | 2                     |                       |                       |  |  |                   |                   |                   |  |  |                   |                   |                   |
|  |                          |                                |                          | C4                 | Rockford IceHogs       | 2                     | Western Conference    |                       |  |  |                   |                   |                   |  |  |                   |                   |                   |
|  |                          | P2                             | Texas Stars              | 4                  |                        |                       |                       |                       |  |  |                   |                   |                   |  |  |                   |                   |                   |
|  | P1                       | P2                             | Texas Stars              | 4                  | Tucson Roadrunners     | 3                     |                       |                       |  |  |                   |                   |                   |  |  |                   |                   |                   |
|  | P1                       |                                |                          |                    |                        |                       |                       |                       |  |  |                   |                   |                   |  |  |                   |                   |                   |
|  | P4                       | San Jose Barracuda             | 1                        |                    |                        |                       |                       |                       |  |  |                   |                   |                   |  |  |                   |                   |                   |
|  | P4                       | San Jose Barracuda             | 1                        | P1                 | Tucson Roadrunners     | 1                     |                       |                       |  |  |                   |                   |                   |  |  |                   |                   |                   |
|  |                          |                                |                          | P1                 | Tucson Roadrunners     | 1                     |                       |                       |  |  |                   |                   |                   |  |  |                   |                   |                   |
|  |                          |                                | P2                       | Texas Stars        | 4                      |                       |                       |                       |  |  |                   |                   |                   |  |  |                   |                   |                   |
|  | P2                       | Texas Stars                    | P2                       | Texas Stars        | 4                      | 3                     |                       |                       |  |  |                   |                   |                   |  |  |                   |                   |                   |
|  | P2                       | Texas Stars                    |                          |                    |                        |                       |                       |                       |  |  |                   |                   |                   |  |  |                   |                   |                   |
|  | P3                       | Ontario Reign                  | 1                        |                    |                        |                       |                       |                       |  |  |                   |                   |                   |  |  |                   |                   |                   |

### Calder-Cup-Sieger
| Calder-Cup-Sieger Toronto Marlies | Torhüter: Calvin Pickard, Garret Sparks Verteidiger: Andreas Borgman, Travis Dermott, Justin Holl, Timothy Liljegren, Vincent LoVerde, Martin Marinčin, Andrew Nielsen, Calle Rosén Angreifer: Miro Aaltonen, Jeremy Bracco, Adam Brooks, Richard Clune, Pierre Engvall, Frédérik Gauthier, Colin Greening, Carl Grundström, Andreas Johnsson, Mason Marchment, Trevor Moore, Chris Mueller, Ben Smith, Dmytro Timashov Cheftrainer: Sheldon Keefe General Manager: Kyle Dubas |

### Beste Scorer
Abkürzungen: GP = Spiele, G = Tore, A = Assists, Pts = Punkte, +/− = Plus/Minus, PIM = Strafminuten; Fett: Saisonbestwert
| Spieler          | Team             | GP | G  | A  | Pts | +/− | PIM |
| ---------------- | ---------------- | -- | -- | -- | --- | --- | --- |
| Andreas Johnsson | Toronto Marlies  | 16 | 10 | 14 | 24  | +13 | 4   |
| Curtis McKenzie  | Texas Stars      | 22 | 11 | 9  | 20  | −4  | 27  |
| Chris DiDomenico | Rockford IceHogs | 13 | 7  | 11 | 18  | +1  | 22  |
| Trevor Moore     | Toronto Marlies  | 20 | 6  | 11 | 17  | +7  | 4   |
| Justin Dowling   | Texas Stars      | 22 | 4  | 13 | 17  | −8  | 2   |
| Ben Smith        | Toronto Marlies  | 20 | 7  | 9  | 16  | −2  | 0   |
| Chris Mueller    | Toronto Marlies  | 20 | 4  | 12 | 16  | +1  | 6   |
| Travis Morin     | Texas Stars      | 22 | 7  | 8  | 15  | −6  | 16  |
| Brian Flynn      | Texas Stars      | 22 | 6  | 9  | 15  | −10 | 6   |
| Carl Grundström  | Toronto Marlies  | 20 | 8  | 6  | 14  | +12 | 14  |

Die beste Plus/Minus-Statistik erreichte Vincent LoVerde von den Toronto Marlies mit einem Wert von +19.

### Beste Torhüter
Die kombinierte Tabelle zeigt die jeweils drei besten Torhüter in den Kategorien Gegentorschnitt und Fangquote sowie die jeweils Führenden in den Kategorien Shutouts und Siege.
Abkürzungen: GP = Spiele, TOI = Eiszeit (in Minuten), W = Siege, L = Niederlagen, OTL = Overtime-Niederlagen, GA = Gegentore, SO = Shutouts, Sv% = gehaltene Schüsse (in %), GAA = Gegentorschnitt; Fett: Saisonbestwert
Es werden nur Torhüter erfasst, die mindestens 120 Minuten absolviert haben. Sortiert nach bestem Gegentorschnitt.
| Spieler       | Team                   | GP | TOI     | W  | L | GA | SO | Sv%  | GAA  |
| ------------- | ---------------------- | -- | ------- | -- | - | -- | -- | ---- | ---- |
| Jeff Glass    | Rockford IceHogs       | 3  | 202:07  | 2  | 1 | 5  | 0  | 95,5 | 1,48 |
| Jared Coreau  | Grand Rapids Griffins  | 3  | 156:24  | 1  | 2 | 5  | 1  | 92,4 | 1,92 |
| Alex Lyon     | Lehigh Valley Phantoms | 11 | 757:59  | 6  | 5 | 25 | 0  | 94,4 | 1,98 |
| Adin Hill     | Tucson Roadrunners     | 9  | 566:04  | 4  | 5 | 20 | 2  | 92,2 | 2,12 |
| Garret Sparks | Toronto Marlies        | 19 | 1134:20 | 14 | 5 | 42 | 2  | 91,5 | 2,22 |
| Mike McKenna  | Texas Stars            | 22 | 1371:00 | 14 | 8 | 55 | 2  | 92,7 | 2,41 |

## Vergebene Trophäen

### Mannschaftstrophäen
| Auszeichnung                                                     | Team                   |
| ---------------------------------------------------------------- | ---------------------- |
| Calder Cup Gewinner der AHL-Playoffs                             | Toronto Marlies        |
| Richard F. Canning Trophy Gewinner des Eastern-Conference-Finale | Toronto Marlies        |
| Robert W. Clarke Trophy Gewinner des Western-Conference-Finale   | Texas Stars            |
| Macgregor Kilpatrick Trophy Bestes Team der regulären Saison     | Toronto Marlies        |
| Frank S. Mathers Trophy Bestes Team der Eastern Conference       | Toronto Marlies        |
| Norman R. „Bud“ Poile Trophy Bestes Team der Western Conference  | Tucson Roadrunners     |
| Emile Francis Trophy Bestes Team der Atlantic Division           | Lehigh Valley Phantoms |
| F. G. „Teddy“ Oke Trophy Bestes Team der North Division          | Toronto Marlies        |
| Sam Pollock Trophy Bestes Team der Central Division              | Chicago Wolves         |
| John D. Chick Trophy Bestes Team der Pacific Division            | Tucson Roadrunners     |

### Individuelle Trophäen
| Auszeichnung                                                                                                   | Spieler                      | Team                   |
| --- | ---------------------------- | ---------------------- |
| Les Cunningham Award MVP der regulären Saison                                                                  | Philip Varone                | Lehigh Valley Phantoms |
| John B. Sollenberger Trophy Bester Scorer                                                                      | Chris Terry                  | Laval Rocket           |
| Willie Marshall Award Bester Torschütze                                                                        | Walentin Sykow               | Charlotte Checkers     |
| Dudley „Red“ Garrett Memorial Award Bester Rookie                                                              | Mason Appleton               | Manitoba Moose         |
| Eddie Shore Award Bester Verteidiger                                                                           | Sami Niku                    | Manitoba Moose         |
| Aldege „Baz“ Bastien Memorial Award Bester Torhüter                                                            | Garret Sparks                | Toronto Marlies        |
| Harry „Hap“ Holmes Memorial Award Torhüter mit dem geringsten Gegentorschnitt                                  | Garret Sparks Calvin Pickard | Toronto Marlies        |
| Louis A. R. Pieri Memorial Award Bester Trainer                                                                | Pascal Vincent               | Manitoba Moose         |
| Fred T. Hunt Memorial Award Für den Spieler, der durch Fairness, Einsatz und Hingabe herausragt                | Bracken Kearns               | Binghamton Devils      |
| Yanick Dupré Memorial Award Für den Spieler, der sich durch besonderen Einsatz in der Gesellschaft auszeichnet | Scooter Vaughan              | Chicago Wolves         |
| Jack A. Butterfield Trophy MVP der Calder-Cup-Playoffs                                                         | Andreas Johnsson             | Toronto Marlies        |

### All-Star-Teams
| First All-Star Team | First All-Star Team                          |
| ------------------- | -------------------------------------------- |
| Angriff:            | Chris Terry – Philip Varone – Mason Appleton |
| Verteidigung:       | Jacob MacDonald – Sami Niku                  |
| Tor:                | Garret Sparks                                |

| Second All-Star Team | Second All-Star Team                          |
| -------------------- | --------------------------------------------- |
| Angriff:             | Andreas Johnsson – Austin Czarnik – Ben Smith |
| Verteidigung:        | T. J. Brennan – Zach Redmond                  |
| Tor:                 | Michael Hutchinson                            |

| All-Rookie Team | All-Rookie Team                               |
| --------------- | --------------------------------------------- |
| Angriff:        | Mason Appleton – Daniel Sprong – Dylan Strome |
| Verteidigung:   | Filip Hronek – Sami Niku                      |
| Tor:            | Ville Husso                                   |